# Gary Sweet

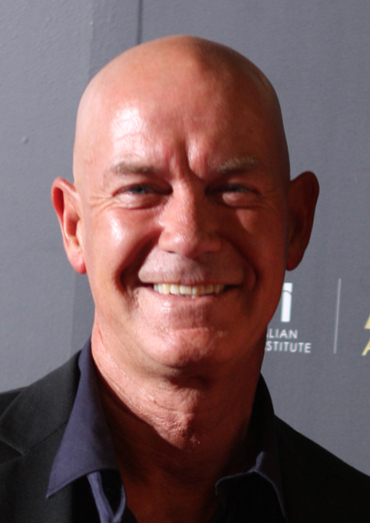
Gary Sweet (2012)

Gary Sweet (* 22. Mai 1957 in Melbourne, Victoria) ist ein australischer Schauspieler.

## Leben

### Werdegang
Gary Sweet wuchs in Marion City, einem Vorort von Adelaide im australischen Bundesstaat South Australia auf. Nach dem Besuch der Pflichtschulen schrieb sich Sweet an der Flinders University ein, an der er Erziehungswissenschaft auf Lehramt studierte. Nach dem Erlangen des Bachelor, im Jahr 1980, unterrichtete er für kurze Zeit Sport und Mathematik.
Sweet, der an der Universität auch Schauspielstunden genommen hatte, stand 1980 im Horrorfilm Nightmares erstmals vor der Kamera. Als im selben Jahr das Angebot kam, eine Rolle in der Fernsehserie The Sullivans zu übernehmen, gab er das Lehramt zugunsten der Schauspielerei endgültig auf.

### Karriere
Sweet ist in Australien weitaus bekannter, als zum Beispiel in den USA oder gar in Europa, da er überwiegend australische Fernsehfilme produziert hat, und zahlreiche Fernsehserien, darunter Police Rescue – Gefährlicher Einsatz, in der er zwischen 1991 und 1996 einen Polizisten verkörpert hatte. Erstmals international fiel er 2010 in der von Steven Spielberg produzierten Miniserie The Pacific als US-Militärunteroffizier auf. Ebenfalls 2010 stand er in der Fantasyverfilmung Die Chroniken von Narnia: Die Reise auf der Morgenröte, dem dritten Teil der Chroniken von Narnia, vor der Kamera.
2006 nahm er an der fünften Staffel der australischen Version von Dancing with the Stars teil, erreichte bei 10 teilnehmenden Kandidaten jedoch nur Rang 7.

### Privates
Gary Sweet war bislang dreimal verheiratet. 1981 heiratete er die Schauspielerin Lenore Smith, die Scheidung folgte zwei Jahre später, 1983. Danach trat er 1987 mit der Schauspielerin Jill Miller vor den Traualtar; aus der Ehe gingen zwei Kinder, ein Sohn und eine Tochter hervor. Sein Sohn Frank Sweet ist heute bereits ebenfalls als Schauspieler tätig. Nach der Scheidung von Jill Miller, Anfang der 1990er Jahre, heiratete Gary Sweet 1995 die Fernsehmoderatorin und Ex-Profischwimmerin Johanna Griggs. Die beiden bekamen zwei Söhne. 1999 folgte die Scheidung.

## Filmografie (Auswahl)
- 1987: The Lighthorsemen
- 1989–1996: Police Rescue – Gefährlicher Einsatz (Police Rescue, Fernsehserie)
- 2003: Alexandra’s Project
- 2006: 2:37
- 2010: Die Chroniken von Narnia: Die Reise auf der Morgenröte (The Chronicles of Narnia: The Voyage of the Dawn Treader)
- 2010: The Pacific (Miniserie)
- 2010: Cops LAC (Fernsehserie)
- seit 2012: House Husbands (Fernsehserie)
- 2013: Tage am Strand (Adore)